# پاتریسیا کالینج
پاتریسیا کالینج (انگلیسی: Patricia Collinge؛ ۲۰ سپتامبر ۱۸۹۲ – ۱۰ آوریل ۱۹۷۴) هنرپیشه و پدیدآور اهل ایرلند بود. وی بین سال‌های ۱۹۰۴ تا ۱۹۶۷ میلادی فعالیت می‌کرد.
از فیلم‌هایی که وی در آن نقش داشته است، می‌توان به سایه یک شک اشاره کرد.